# C/2009 P2 Boattini
C/2009 P2 (Boattini) è la nona cometa scoperta dall'astronomo italiano Andrea Boattini. Si tratta di una cometa ad orbita retrograda e a grande distanza perielica, tutta esterna all'orbita di Giove. La cometa è stata scoperta dall'osservatorio astronomico situato sul Monte Bigelow in Arizona (Usa), nel corso del programma di ricerca Catalina Sky Survey, dedicato alla scoperta di asteroidi e comete..